# 己斐橋
己斐橋（こいばし）は、広島県広島市の太田川（太田川放水路）にかかる道路橋。下流側に側道橋（歩道橋）がある。
少なくとも安土桃山時代からあった橋で、近世は西国街道筋、近代は国道筋、現在は広島県道265号伴広島線の橋である。昭和初期以前にあった山手川（己斐川とも）に架かる橋で、太田川放水路整備に伴い現在のものに架け直された。
上流側に広島高速4号線（西風新都線）の広島西大橋、下流側に平和大通りと広島電鉄本線が通る新己斐橋がある。東に道沿いに進めば天満橋、さらに東へ向かい本川橋を渡ると広島平和記念公園へと入る。右岸側下流にJR西広島駅と広電西広島（己斐）駅、上流にノートルダム清心中学校・高等学校がある。

## 歴史
最初の架橋年は不明。慶長元年（1596年）『毛利氏奉行人連署書状』には文禄の役のため名護屋城に向かう豊臣秀吉がこの地を通るため、己斐橋の修繕を命じられた事が書かれている。つまり安土桃山時代にはこの橋が存在していたことになる。
（中世）山陽道はこの地の北の山側を通っていたが、近世山陽道（西国街道）が己斐橋を西の玄関口として福島橋・天満橋から広島城下に入るルートに変更されたが、その時期については諸説ある。
- 『毛利氏奉行人連署書状』の内容から、安土桃山時代に毛利氏が整備したとする説がある[4]。
- 広島市史などの公式的には、江戸時代初期広島藩主福島正則が整備したとしている[4]。

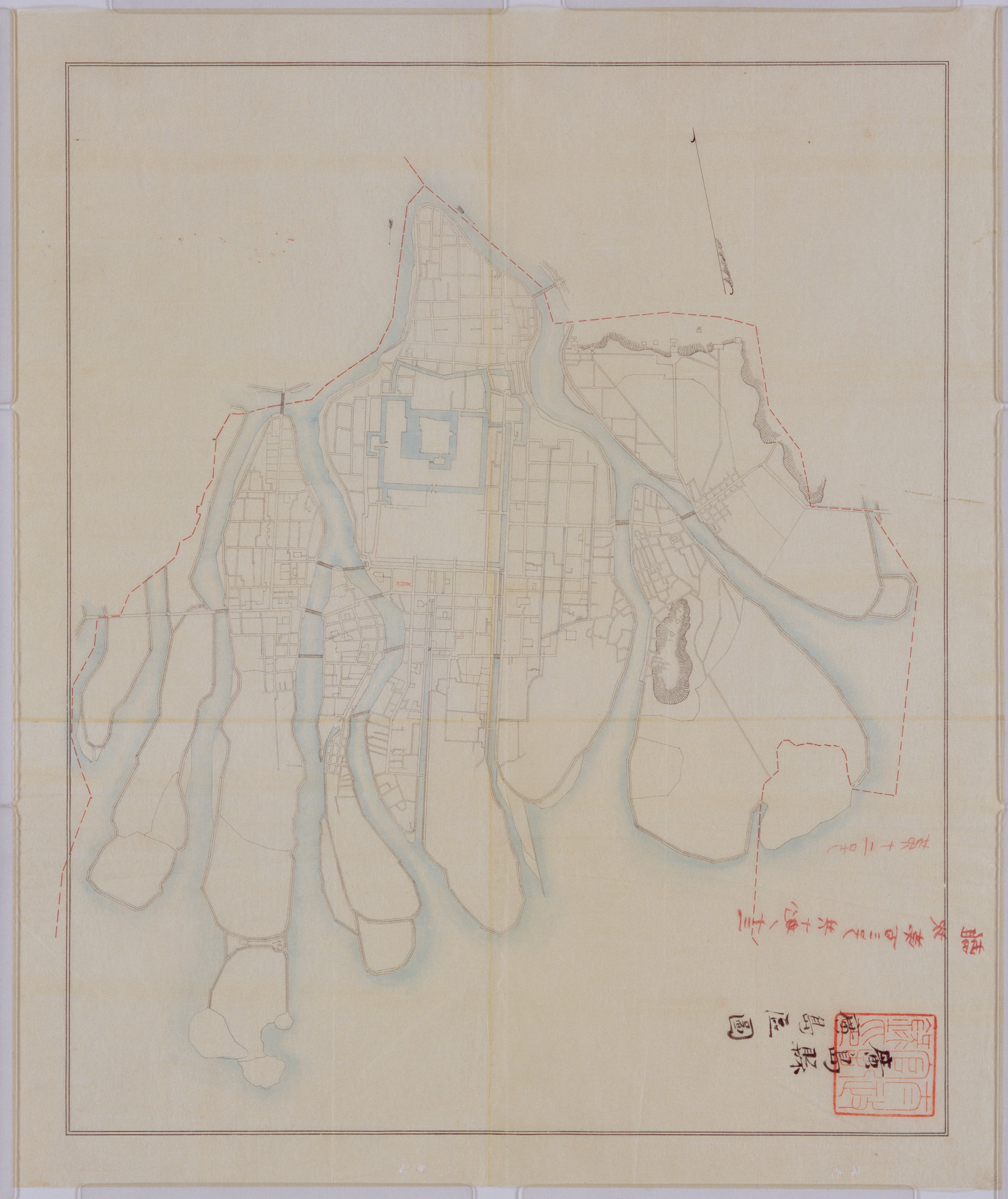
1880年ごろの広島の地図。最も左側の川にかかる唯一の橋が己斐橋。明治初期ごろは川が広島市と佐伯郡己斐村の境だった。

城下から佐伯郡へ出る橋ということから「出郡橋」、佐伯郡と沼田郡の堺にあることから「佐沼橋」とも呼ばれていた。
この地は城下への西の玄関口であり要害の地でもあったことから、戦略上・防犯上の理由に架橋規制が行われており、この橋は山手川（己斐川とも）に唯一架けられた橋であった。戦略的観点から、江戸期中ずっと土橋だったという。明和元年（1764年）頃長州藩地理図師有馬喜惣太による『行程記』には、この橋は長さ40間（約72.7m）の土橋として描かれている。また藩政時代、洪水が多発した当時の太田川流域において落橋の被害にあっており、記録に残るものでも寛政8年（1796年）・嘉永3年（1850年）に落橋している。
明治時代になると、西国街道は国道（のちの国道2号）となった。架橋規制も解かれ、市内には橋が増えていき、1897年（明治30年）に山陽鉄道の己斐駅（現・西広島駅）が開業。広島電鉄の軌道も整備され、1912年（大正元年）に己斐停留場（現・広電西広島（己斐）駅）が開業し、己斐鉄橋（当時は電車専用橋）も架橋された。
木橋としての己斐橋最後の架橋は1904年（明治37年）7月。日露戦争の最中のことである。1905年（明治38年）芸予地震では、一部の杭橋脚が5尺（約1.5m）ほど沈下している。その後木橋の修繕が幾度も行われたが腐朽が進み往来の激しい橋であったことから永久橋化が望まれるようになり架替えが決定、更に1923年（大正12年）洪水により一部破損している。
1925年（大正14年）3月起工、1926年（大正15年）3月竣工。
| 路線名     | 国道2号                    |
| 橋長       | 243尺                      |
| 最大支間長 | 66尺6寸                    |
| 全幅       | 26尺                       |
| 上部工     | 4径間鋼鈑桁橋              |
| 下部工     | RC橋台2基 RC壁式橋脚3基    |
| 基礎工     | 2連井筒基礎                |
| 工事費     | 43,106円35銭（1926年当時） |

当時橋面をアスファルト舗装され、高欄は花崗岩製で作られ、鋼製あるいは青銅製の照明および飾り付けがなされていた。開通式が1926年3月28日に行われ、その現代的な壮麗な橋は町民は元より市民にも喜ばれ、多くの人々が式典に参加した。なおこの時期は国道のアスファルト舗装と永久橋化が進められ、同年に猿猴橋、翌年に京橋が架け替えられている。ただ主要国道のわりには幅員が狭かったと指摘されている。
1932年（昭和7年）太田川放水路工事が決定し、それに伴い架替えが決定した。ただし実際に工事が進められたのは戦後からである。
1945年（昭和20年）8月6日広島市への原子爆弾投下により被爆。爆心地より約2.1kmに位置した。橋は爆風により小破したが渡るのに支障がなかった。なお広島市が公開している『広島原爆戦災誌』では己斐橋は鉄筋コンクリート橋と記載されており、別の広島市の資料でも1926年にコンクリート橋となったとある。
戦後、太田川放水路工事が本格的に進められ、これに伴い己斐橋は取り壊され、1965年（昭和40年）新しく架けなおされる。これが現在の己斐橋にあたる。下流側に新己斐橋も架橋され、主要幹線はそちらへ移った。

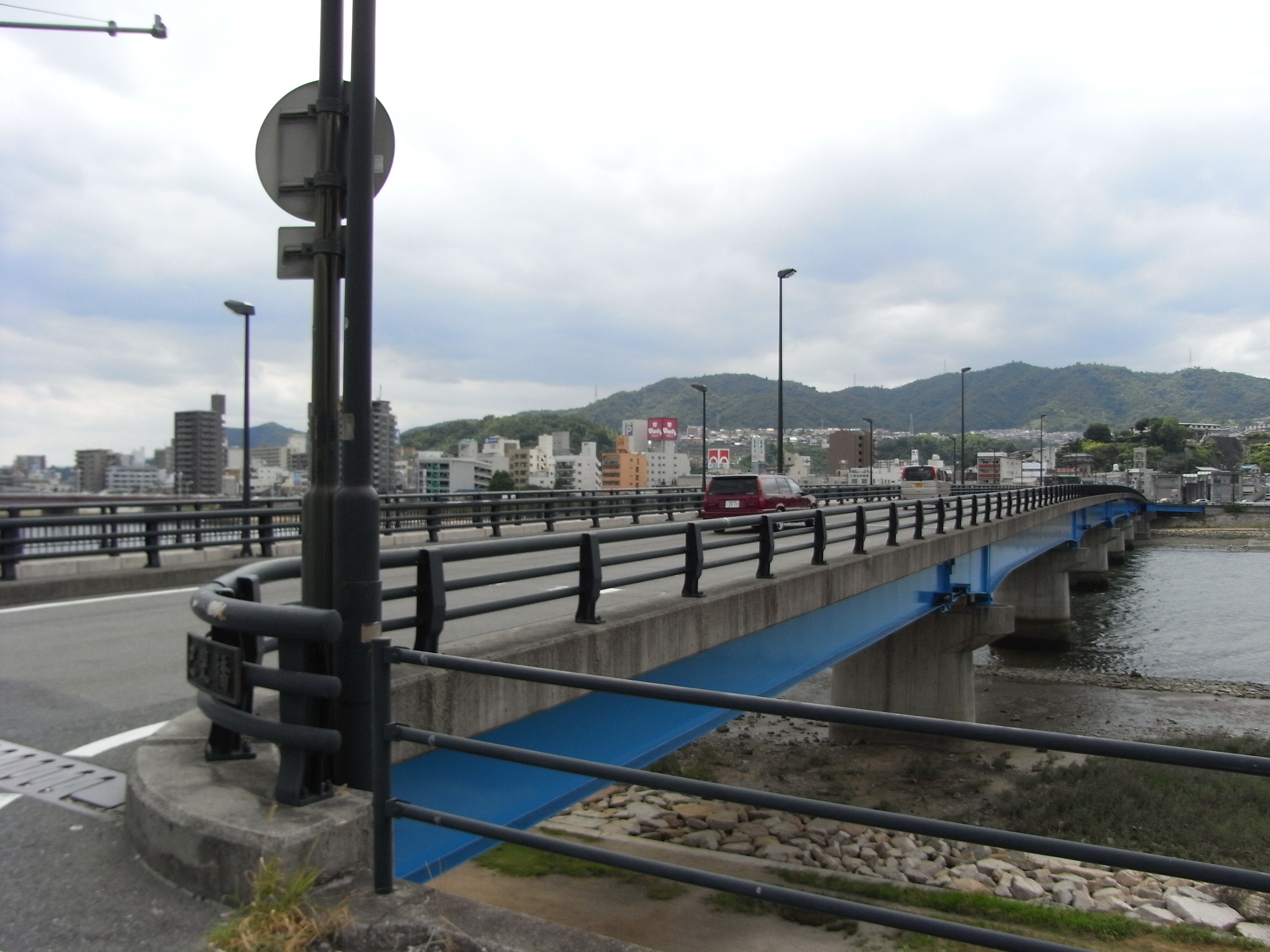
欄干

## 参考資料
- 小坂登「新装成れる廣島市東西兩橋」（PDF）『道路の改良』第8巻第5号、土木学会、1926年5月、2022年3月20日閲覧。
- 広島市『広島原爆戦災誌 第2巻』（PDF）（改良版）、2005年（原著1971年）。2022年3月20日閲覧。